# Nordin De Moor
Nordin De Moor (Antwerpen, 23 januari 1985) is een Vlaams musicalacteur.

## Biografie
De Moor studeerde aan het Koninklijk Ballet van Vlaanderen, waar hij in 2004 afstudeerde. Hij speelde mee in verschillende Vlaamse en Nederlandse musicals, waaronder Shrek, 14-18 en Spamalot. Voor zijn rol als Patsy in Spamalot won hij de Vlaamse Musicalprijs voor 'Beste Mannelijke Bijrol'. In 2015 speelde hij de rol van Jeffrey in de Vlaamse film Lee & Cindy C.

## Musicals
| Jaar        | Productie                          | Producent                                          | Rol                                                        |
| ----------- | ---------------------------------- | -------------------------------------------------- | ---------------------------------------------------------- |
| 1998        | The King and I                     | Koninklijk Ballet van Vlaanderen                   | Prins Chulalongkorn                                        |
| 2001        | Anatevka                           | Festivaria                                         | Ensemble                                                   |
| 2003        | Fiddler on the Roof                | Straight from the heart                            | Ensemble                                                   |
| 2005        | Sneeuwwitje                        | Studio 100                                         | Ensemble                                                   |
| 2005 - 2006 | Dracula, de musical                | Geert Allaert Theaterproductie                     | Ensemble                                                   |
| 2006        | Peter Pan                          | Geert Allaert Theaterproductie                     | Ensemble                                                   |
| 2006 - 2007 | Belle en het Beest                 | Music Hall en Stage Entertainment Nederland        | Ensemble (Scheveningen & Antwerpen)                        |
| 2007        | West Side Story                    | Festivaria                                         | Ensemble                                                   |
| 2007        | Kuifje: De Zonnetempel             | Musical Dreams                                     | Ensemble                                                   |
| 2007 - 2008 | Grease                             | Music Hall en V&V Entertainment                    | Ensemble, Understudy Eugene                                |
| 2008        | Tika is jarig                      | V&V Entertainment                                  | Ensemble                                                   |
| 2009        | Annie                              | Music Hall en V&V Entertainment                    | Ensemble, Understudy Rooster Hannigan & Bert Healy & Drake |
| 2010 - 2011 | Oliver!                            | Musical Van Vlaanderen                             | Ensemble, Alternate Noah Claypole                          |
| 2011        | Spamalot                           | Music Hall en V&V Entertainment                    | Patsy, Wachter en Burgemeester (BE & NL Tour)              |
| 2011        | My Fair Lady                       | Festivaria                                         | Ensemble                                                   |
| 2011 - 2012 | Fiddler on the Roof                | Musical van Vlaanderen                             | Ensemble, Understudy Fyedka                                |
| 2012        | Robin Hood                         | Studio 100                                         | Ensemble, Understudy Wachter John & Simpele Joe            |
| 2012 - 2013 | Shrek, de musical                  | Albert Verlinde Entertainment                      | Ensemble, 1st Cover Heer Farquaad                          |
| 2013 - 2014 | Peter Pan: The Never Ending Story  | Music Hall Group                                   | Smee (UK Tour)                                             |
| 2014        | 14-18, de musical                  | Studio 100                                         | Ensemble, Understudy Deprez                                |
| 2014 - 2015 | Peter Pan: The Never Ending Story  | Music Hall Group                                   | Smee & Mr. Darling (Singapore)                             |
| 2015        | Assepoester                        | Music Hall en Van Hoorne Entertainment             | Govert                                                     |
| 2015        | War Horse                          | Music Hall en Stage Entertainment Nederland        | Captain Stewart                                            |
| 2015        | Peter Pan: The Never Ending Story  | Music Hall Group                                   | Smee (Qatar & Taipei)                                      |
| 2015 - 2016 | Cinderella : A Fairly True Story   | Music Hall Group                                   | Reporter (Singapore)                                       |
| 2016 - 2017 | Chaplin de musical                 | Music Hall Group                                   | Charlie Chaplin                                            |
| 2017        | Peter Pan : The Never Ending Story | Music Hall Group                                   | Smee & Mr. Darling (Kuwait)                                |
| 2017        | Kiss Me Kate                       | Festivaria                                         | Hortensio                                                  |
| 2017 - 2018 | The Rocky Horror Show              | Deep Bridge                                        | Brad Majors                                                |
| 2017 - 2018 | The Little Mermaid                 | Marmalade                                          | Slijmbal                                                   |
| 2017 - 2018 | Rubens de Musical                  | Historalia Musicalspektakels                       | Kunstschilder Matthias Apostel                             |
| 2019        | Best of Musicals                   | Music Hall                                         | Chaplin                                                    |
| 2019        | Spamalot                           | Deep Bridge                                        | Patsy, Mayor of Finland, 2nd Guard                         |
| 2019        | Titanic De Musical                 | Festivaria                                         | Mr. Andrews                                                |
| 2018 - 2022 | '40-'45 (musical)                  | studio 100                                         | Hermans, Understudy Louis Segers                           |
| 2020-2022   | Daens (musical)                    | Studio 100                                         | Ensemble, understudy Pieter Daens & Ponnet                 |
| 2022        | Singin' in the Rain                | Festivaria                                         | Cosmo Brown                                                |
| 2022-2023   | Charlie and the Chocolate Factory  | Deep Bridge                                        | Willy Wonka                                                |
| 2023-2024   | Red Star Line                      | Studio 100                                         | Cyriel/ jef Steyaert                                       |
| 2023        | Damiaan                            | Historalia Musicalspektakels                       | Mano                                                       |
| 2023-2024   | Les Misérables                     | Studio 100 en De Graaf & Cornelissen Entertainment | Javert (Antwerpen, Gent & Heerlen)                         |
| 2024        | '14-'18 (musical)                  | Studio 100                                         | Ensemble, understudy Sergeant De Decker                    |
| 2024        | De Klokkenluider van de Notre Dame | Festivaria                                         | Claude Frollo                                              |
| 2024-2025   | Peter Pan - Terug Naar Neverland   | Deep Bridge                                        | Kapitein Haak                                              |
| 2025        | 1830                               | Historalia                                         | Koning Willem I                                            |